# Villosa brevicula
Villosa brevicula är en musselart som beskrevs av Call. Villosa brevicula ingår i släktet Villosa och familjen målarmusslor. Inga underarter finns listade i Catalogue of Life.